# エンティティー 霊体
『エンティティー 霊体』（エンティティー れいたい、The Entity ）は、1981年に製作されたアメリカ合衆国のホラー映画。
4人の子供を持つロサンゼルス在住の女性ドリス・ビザーが見えない霊によって性的暴行を受けたという、1974年の実話「ドリス・ビザー事件」がベースになっている。

## ストーリー
ロサンゼルスの一軒家に住むカーラ・モーランは、15歳の長男ビリーと幼い2人の娘ジュリー、キムを育てながら働くシングルマザーである。
風呂上がりでくつろいでいたカーラは、何者かにベッドに押さえつけられ、レイプされる。悲鳴を聞いてビリーが駆けつけるが、家から誰かが逃走した形跡はなかった。翌日の夜、カーラの室内に臭気が立ち込め、室温も下がり始めてポルターガイスト現象が起こる。カーラは3人の子を連れて、友人のシンディの家に泊めてもらう。しかし、シンディの夫が迷惑がっていることを察して、カーラは自分の家に戻ることにする。会社への通勤途中、カーラは車のブレーキペダルが効かなくなり、あわや事故を起こしそうになる体験をする。
思い余って大学病院の精神科医スナイダーマンを訪ね、数々の恐怖体験を話すものの、それは幻覚だろうと言われる。自宅のバスルームで入浴中、カーラは目に見えない何かに襲われる。背後から押さえつけてカーラを犯す者は、壁際に立たせた彼女の股を開かせてセックスを行ない、行為を終えると気配を消す。身体に数か所の歯形と鬱血跡が残り、カーラはスナイダーマンにそれを見せるが、ヒステリーから来る自傷行為ではないかと言われてしまう。スナイダーマンの車で自宅まで送ってもらった夜、カーラは子供たちの前で、また何かに犯される。止めに入ったビリーは謎の放電に襲われ、手首を骨折する。スナイダーマンの同僚ウェイバーが議長を務める精神科医の会議に出席するカーラだったが、その場の医師たちは家族4人の集団幻覚と片付ける。
2人の娘の父親であるジェリーが長旅から帰り、久々に安心感に浸るカーラはその夜、眠りながら性的興奮の中で悶える。目が覚めた彼女は激しく動揺し、部屋で暴れる。霊体が相手とは気づかず、夢の中だと思ってセックスを続けるうちに、遂にオーガズムに達してしまったのだ。オーガズムで果てた自分が恥ずかしいという彼女の告白を聞いたスナイダーマンは、息子のビリーと近親相姦の願望があるのではと示唆し、憤慨したカーラはシンディの家に悩みを相談しに行く。しかし霊の攻撃が起こって室内が酷く荒らされ、その場に居合わせたシンディは、ようやくカーラが心霊現象に悩まされていることを信じる。
カーラは立ち寄った書店で、心霊現象の話をしていた超心理学部のクラフトとミーハンと知り合う。2人を自宅に招くと、彼らの目前でポルターガイスト現象が起こる。クラフトたちの上司クーリー博士も、霊体がカーラの家の中にいることを察知する。博士たちが引き上げ、入れ違いでジェリーが訪れた夜、カーラはベッドの上で再び霊体に犯されてしまう。全裸で開脚しているカーラの上に何者かが乗って、乳房を揉みながら彼女と性交しているが、その姿は見えない。錯乱したジェリーは、カーラの上に椅子を振り下ろしかけ、ビリーともみあいになる。
クーリー博士はチームの仲間と共に、霊体を閉じ込める実験を考える。体育館内に簡易的なカーラの家のセットを作り、そこに現れた霊体を液体ヘリウムで凍結させようというのだ。霊体は天井から吊るされた液体ヘリウムのタンクと噴射器を動かし、セット内のカーラを追いつめるが、自分の身体をどうしようが心は渡さないと彼女が言い放つと、霊体はタンクを破裂させる。間一髪でスナイダーマンがカーラを助けると、巨大な氷塊の中に霊体が閉じ込められていたが、霊体は氷を破壊して逃亡する。クーリー博士は貴重な証人が得られたから無駄ではないと言うが、ウェイバーは何も見なかったと言って自分を偽る。
引っ越しのため、家具が運び出された自宅の中を歩くカーラに、低い男の声が「帰ってきたな、メスが」と囁く。

## キャスト
| 役名                                   | 俳優                     | 日本語吹替   | 日本語吹替   |
| 役名                                   | 俳優                     | 日本テレビ版 | テレビ朝日版 |
| -------------------------------------- | ------------------------ | ------------ | ------------ |
| カーラ・モラン（シングルマザー）       | バーバラ・ハーシー       | 岡江久美子   | 弘中くみ子   |
| フィル・スナイダーマン（精神科医）     | ロン・シルヴァー         | 樋浦勉       | 菅生隆之     |
| ビリー（カーラの息子）                 | デイヴィッド・ラビオサ   | 鳥海勝美     | 高木渉       |
| ジェリー・アンダーソン（カーラの恋人） | アレックス・ロッコ       | 小林勝彦     | 徳丸完       |
| シンディ・ナッシュ（カーラの友人）     | マーガレット・ブライ     | 吉田理保子   | 高島雅羅     |
| ジョージ・ナッシュ（シンディの夫）     | マイケル・アルドレッジ   |              | 島香裕       |
| ウィーバー博士                         | ジョージ・コー           |              | 石森達幸     |
| クーリー博士（超心理学者）             | ジャクリーン・ブルックス |              |              |
| ジョー・ミーハン（超心理学者）         | レイモンド・シンガー     | 阪脩         | 仲野裕       |
| ジーン・クラフト（超心理学者）         | リチャード・ブレストッフ | 石丸博也     | 佐々木勝彦   |
| ウォルコット博士                       | アラン・リッチ           |              |              |

日本テレビ版その他：大久保正信、京田尚子、高田由美、吉田美保、秋元羊介、喜多川拓郎、藤本譲、鳳芳野
- 日本テレビ版：初回放送1986年6月27日『水曜ロードショー／エンティティー 霊体 美女を毎夜レイプする零体とゴーストバスターたちの死闘』
- テレビ朝日版：初回放送1994年9月4日『日曜洋画劇場』

## スタッフ
- 監督：シドニー・J・フューリー
- 製作：ハロルド・シュナイダー（英語版）
- 原作・脚本：フランク・デ・フェリータ（英語版）
- 撮影：スティーヴン・H・ブラム
- SFX：ウィリアム・クルーズ
- 特殊効果：マーティ・ブレシン、ジョー・ディガエタノ、ジョー・ランバルディ、スティーブ・ロンバルディ、ゲイリー・モナーク、ボブ・ウィラード
- 特殊メイク：スタン・ウィンストン、ジェームズ・カーゲル
- 音楽：チャールズ・バーンスタイン（英語版）
- 編集：フランク・J・ウリオステ（英語版）
- 配給：20世紀フォックス
- 製作顧問：バリー・タフト博士、ケリー・ゲイナー博士（カリフォルニア大学超心理学研究所）

## 製作
フランク・デ・フェリータは、目に見えない超自然的存在によって性的暴行を受けたという女性、ドリス・ビザーの体験に基づく自身の小説を脚本化した。脚本には小説同様、ビザー事件の一部として調査されなかった要素も盛り込まれている。
主人公カーラ役にはジル・クレイバーグ、サリー・フィールド、ジェーン・フォンダ、ベット・ミドラーを含む数人の女優が候補に挙がったが、いずれも出演を辞退した。バーバラ・ハーシーがキャスティングされたのは製作開始のわずか10日前であった。脚本にヌードシーンがあったため、ハーシーは躊躇していたが、シドニー・J・フューリー監督がヌードの場面はボディダブルと造形物を使うことを約束したため、出演に同意した。
カーラの家の外観はカリフォルニア州エル・セグンドでロケを行い、家の内部はロサンゼルスのスタジオ内に作った。撮影は1981年3月30日にロサンゼルスで開始され、同年6月下旬にクランクアップした。
当初の脚本には、カーラが息子ビリーの童貞を奪う空想シーンがあったが、フューリーはカーラと息子の近親相姦感情を含むサブプロットを脚本から削除した。ビリー役のデイヴィッド・ラビオサは「この場面が暗示していたことを考えると、誰にとっても気まずい結果になったと思う。もし最初の脚本のまま撮っていたら、この映画はどうなっていただろうかとよく思う」と語った。ラビオサによれば、屋外で上半身裸のビリーをカーラが眺めるシーンが撮影されたが、サブプロットの削除に伴い映画からカットされている。
特殊効果の大半はスタン・ウィンストンの手により効果をあげた。カーラの裸体が霊によって弄ばれるシーンは、内側に吸盤を仕込んだラテックス製のダミーボディを製作し、スタッフがベッドの下から操作することで乳房などが触られたように凹む仕掛けになっている。このシーンでは、ハーシーは頭部を除いてベッドの下に実際の身体が隠れている。全裸のダミーボディの製作費は65,000ドルだったという。

## 反響
クエンティン・タランティーノはこの映画の熱烈なファンを自称しており、同様に本作が好きだというマーティン・スコセッシも、『サイコ』と『シャイニング』を上回り、史上4番目に怖いホラー映画だと高評価している。
2015年には映画監督ジェームズ・ワンのプロデュースのもと、『エンティティー』のリメイクを行なうことが発表された。ワンが監督を務めた『死霊館』の脚本家コンビ、チャド・ヘイズとケイリー・W・ヘイズに、共同プロデューサーとして『ザ・リング』や『THE JUON/呪怨』を手がけたロイ・リーが参加している。

## 評価
レビュー集積サイトのRotten Tomatoesには13件の批評家レビューがあり、支持率は62%、平均点は10点中5.8点となっている。
映画評論家のエディ・ハリソンは「バーバラ・ハーシーが驚くべき率直さで演じている『エンティティー』は、その真剣度の高さと、主人公に関わる男性科学者への不信感から、このジャンルのファンにとって一見の価値がある」と高く評価した。